# Narjahanam
Narjahanam (араб. نار جهنم, пекельний вогонь) — бахрейнський блекметалгурт. 
Narjahanam почався як сторонній проєкт Gravedom в середині 2004 року. В піснях переважно йдеться про давню історію Близького Сходу, війни, релігії, культури, кінець світу. 

## Дискографія
- 2007 — Undama That’hur Al Shams Mn Al Gharb
- 2013 — Wa Ma Khufiya Kana A'atham

## Учасники
Обидва учасники грають також у гурті Smouldering in Forgotten.
- Busac — інструменти, програмування ударних
- Mardus — інструменти, вокал